# Friday the 13th Part VIII: Jason Takes Manhattan
Friday the 13th Part 8 : Jason Takes Manhattan es una película slasher de 1989 dirigida por Rob Hedden. Es la película número ocho perteneciente a la saga Friday the 13th. La película tuvo el nombre provisional Ashes to Ashes durante el rodaje en la ciudad de Nueva York para evitar las interrupciones de los fanes.

## Argumento
Ha pasado un año de los sucesos ocurridos en Viernes 13 parte 7. Jimmy y Suzie, dos jóvenes que practican sexo en un yate que navega por el lago, reviven por error a Jason al arrojar el ancla, que daña unos cables eléctricos, causando que transmita electricidad a su cadáver que está en el fondo del lago. Jason cobra vida, consigue subir al yate y matar a la pareja, para después agarrar una máscara de hockey (utilizada por Jimmy, el chico, para gastar una broma) y esconderse en el barco.
Al día siguiente, unos estudiantes parten en crucero hacia Nueva York como parte del último curso. Entre ellos se encuentra Rennie Wickham, la joven sobrina del director del crucero, Charles McCulloh. El barco zarpa con Jason a bordo, quien consigue abordarlo gracias al yate que cogió en el lago.
En el barco se encuentran ocho jóvenes: Rennie y su novio Sean Robertson, Tamara Mason, Eva Watanabe, Julius Gaw, Miles Wolfe, J.J. Jarrett y Wayne Webber. J.J. es una guitarrista metalera que baja sola a la bodega del barco para tocar, pero poco después es asesinada por Jason con su propia guitarra eléctrica. Luego, en el sauna, cae otro chico, cuyo pecho es perforado con una brasa al rojo vivo por Jason. Finalmente, Tamara muere apuñalada por Jason en el baño con un trozo del espejo que él rompió. Poco después, Jason asesina al capitán Admiral Robertson (padre de Sean) y al segundo de a bordo, y hace sonar una señal de alarma en el barco. Eva va a buscar a su amiga Tamara, pero la encuentra muerta en el baño. El asesino persigue a Eva por todo el barco hasta el restaurante, donde consigue matarla. Wayne, el cineasta nerd que siempre está con su videocámara en la mano, baja a la bodega del barco y encuentra el cadáver de J.J; súbitamente es cogido por Jason y arrojado al generador eléctrico del barco, muriendo electrocutado y quemado vivo. Debido a esto, las llamas se expanden por el barco, incendiándolo. Jason encuentra a Miles y consigue matarlo tirándolo del palo de vigía de unos 8 m de altura haciendo que Miles sea atravesado por tres cuchillos filosos. Charles, Rennie, Sean, Julius y Mrs. Colleen Van Deusen huyen en un bote salvavidas, mientras el barco se hunde.
Dos noches después, los supervivientes llegan a Manhattan, Nueva York, pero poco después de desembarcar son atacados por dos pandilleros drogadictos que los asaltan y raptan a Rennie, pero luego son asesinados por Jason; al primero lo mata atravesándole el abdomen por la espalda con una Jeringa de Heroína usada; el segundo al ver lo ocurrido trata de vencer a Jason disparándole con su pistola Colt Cobra, pero es en vano y Jason lo mata estrellándole la cabeza contra una tubería de acero, con un golpe tan fuerte que el mismo tubo se parte. Rennie entonces logra escapar.
El boxeador negro Julius encuentra en un callejón un Teléfono público y trata de pedir ayuda, pero Jason lo encuentra y lo persigue hasta un tejado. Allí muere decapitado por Jason de un puñetazo cuando trataba de vencerlo a puñetazos y su cabeza cae en un cubo de basura.
Después de escapar, Rennie se reúne con Sean, Charles, Mrs. Deusen y un oficial de policía mientras tratan de encontrar a Julius, pero cuando se suben al coche encuentran en la parte delantera la cabeza de Julius llena de basura. Entonces, el oficial de policía trata de pedir ayuda por radio, pero es atrapado por Jason, quien se lo lleva a un callejón oscuro para matarlo.
Rennie se sube al asiento de conductor y ve que Jason está en frente de ellos y atropella a Jason y creyendo que lo perdieron en el camino se encuentra un maniquí parecido a Jason cuando era niño y por la distracción chocan el Coche de policía contra una pared. Debido al violento choque, el motor se incendia y Rennie, Sean y Charles salen del coche menos Mrs. Deusen, y cuando el motor se incendia aún más Sean trata de salvar a Mrs. Deusen, pero el coche explota y Mrs. Deusen muere en el acto.
El tío de Rennie, Charles, es ahogado por Jason en un cubo de agua infecta y putrefacta.
Después de esto sólo quedan vivos Sean y Rennie, quienes corren a una estación de metro huyendo de Jason, quien atraviesa la puerta de la estación rompiendo el escaparate; entonces Sean y Rennie se suben a un metro que sale inmediatamente de la estación y creyendo que lograron perder a Jason descubren que él logró subirse al metro y continúa la persecución por los vagones hasta que Sean logra desenganchar el vagón con el paro de emergencia. Se bajan del metro y Jason también se baja, pero es atacado por Sean, quien lo arroja a la vía electrificada que alimenta el metro; Jason supuestamente muere electrocutado.
Sean y Rennie logran escapar y salen del metro subiendo a Times Square, pero descubren que Jason sobrevivió y continúa la persecución. Jason patea una caja de madera en la que estaba la radiograbadora de unos chicos pandilleros, quienes se ponen amenazantes contra Jason, pero éste levanta momentáneamente su máscara de hockey y les muestra su horrendo rostro, provocando que los pandilleros se asusten y salgan corriendo.
Sean y Rennie entran a un restaurante cercano donde piden ayuda, pero Jason los encuentra y entra en el restaurante destruyendo la puerta del mismo; el dueño, enfurecido, se acerca a Jason para reclamarle la puerta, a lo que Jason responde con su fuerza sobrehumana lanzándolo contra el espejo del restaurante y desmayándolo. Sean y Rennie salen corriendo por la puerta trasera del restaurante y llegan a las alcantarillas de Nueva York, donde se enfrentan a Jason y allí muere como última víctima un trabajador. Rennie logra neutralizar a Jason arrojándole a la cara ácido muriático; Jason se quita la máscara y brama como un elefante por el dolor de la quemadura del ácido que corroe su rostro. Rennie echa a correr, pero su heroica hazaña da resultado, ya que este baño de ácido corrosivo le quita mucha de su fuerza a Jason. Al final, los dos chicos consiguen salir de las alcantarillas, mientras Jason es arrastrado por una oleada de residuos tóxicos.
La escena final muestra cómo Sean y Rennie regresan a Times Square y empiezan a pasear sanos y salvos.

## Reparto
- Jensen Daggett es Rennie Wickham.
- Scott Reeves es Sean Robertson.
- Barbara Bingham es Colleen Van Deusen.
- Peter Mark Richman es Charles McCulloch.
- Martin Cummins es Wayne Webber.
- Gordon Currie es Miles Wolfe.
- V. C. Dupree es Julius Gaw.
- Kelly Hu es Eva Watanabe.
- Saffron Henderson es J.J. Jarrett.
- Sharlene Martin es Tamara Mason.
- Alex Diakun es Tripulante.
- Warren Munson es Almirante Robertson.
- Kane Hodder es Jason Voorhees.
- Amber Pawlick es Rennie Wickham de joven.

## Taquilla
En el año 1989, la película se estrenó en 1.683 salas de cine, recaudando 6,2 millones de dólares durante su primer fin de semana. En el plano interno, la película hizo sólo $ 14,3 millones, convirtiéndose en la película menos taquillera y además, fue la película menos exitosa de la franquicia de Viernes 13.

## Música
La banda sonora de la película fue compuesta por Fred Mollin, quien colaboró previamente con Harry Manfredini, compositor de la serie Viernes 13, en la entrega anterior. El 27 de septiembre de 2005, el sello discográfico BSX lanzó una edición limitada en CD con las composiciones de Fred Mollin para Viernes 13 Parte VII y Parte VIII. El tema principal de la película es The Darkest Side of the Night (El lado más oscuro de la noche), interpretado por la banda 'Metropolis'.

## ces externos
- Friday the 13th Part VIII: Jason Takes Manhattan en Internet Movie Database (en inglés).
- Friday the 13th Part VIII: Jason Takes Manhattan en AllMovie (en inglés).
- Friday the 13th Part VIII: Jason Takes Manhattan en Rotten Tomatoes (en inglés).
- Friday the 13th Part VIII: Jason Takes Manhattan en Box Office Mojo (en inglés).
- Film page at the Camp Crystal Lake web site Archivado el 6 de febrero de 2009 en Wayback Machine.
- Interview with Peter Mark Richman
- Videos de la película y del slasher

- Datos: Q1454794